# Готшальк, Андреас
Андреас Готшальк (нем. Andreas Gottschalk; 28 февраля 1815, Дюссельдорф — 9 сентября 1849, Кёльн) — немецкий политик, революционер, деятель немецкого рабочего движения, врач и доктор медицины еврейского происхождения.

## Биография
Был пятым ребёнком в еврейской семье мясника и знатока Талмуда Йозефа Готшалька и его жены Сибиллы, урождённой Левенбах (обратится в протестантизм в 1844 году). После того как семья переехала в Кёльн, он посещал там гимназию Фридриха-Вильгельма. Окончил Боннский университет (Рейнский университет Фридриха-Вильгельма в Бонне), где изучал медицину, а также классическую филологию, философию и английскую литературу. Получил степень доктора медицины 11 июля 1839 года.
14 апреля 1840 года Готшальк был принят в качестве врача общей практики и хирурга. Написал ряд медицинских статей и других сочинений. Как признанный врач, Готшальк был членом-корреспондентом Брюссельского медицинского общества. Лечил в основном бедных пациентов, часто бесплатно.
С 1841 года выступал с политическими речами и сотрудничал в «Рейнской газете по политике, торговле и коммерции». Находился под влиянием «Истинного социализма» и Мозеса Гесса. В 1847 году вступил в Союз коммунистов, вместе с цирюльником Энгельбертом Бедорфом и геодезистом Жаном Йозефом Янсеном основал его кёльнскую ячейку.
После начала Революции 1848—1849 годов в Германии — лидер зарождающегося демократического движения, один из организаторов массовой народной демонстрации в Кёльне (3 марта 1848), которая положила начало революционной борьбе в Пруссии. Готшальку предоставляется доступ в городской совет, которому он передаёт требования народа: всеобщее избирательное право, защита труда, свобода печати и свобода собраний. Когда выступление было подавлено военными, он оказался среди арестованных, но был освобождён после революции в Берлине.
Один из основателей Кёльнского рабочего союза и с 13 апреля по июнь 1848 года его председатель, собрав под его знамёна 8 тысяч членов. Готшальк изначально выделялся весьма конкретными требованиями социальных реформ. Выступал против участия рабочих в общедемократическом движении и выдвинул авантюристический лозунг немедленного установления «рабочей республики». В ответ на критику его ошибочной линии вышел в начале мая 1848 года из Союза коммунистов. В июне 1848 года Готшальк стал одним из соучредителей ассоциации демократических ассоциаций на национальном уровне. В июле 1848 г. был арестован вместе с Фрицом Аннеке и Кристианом Йозефом Эссером.
В связи с его арестом К. Маркс и Ф. Энгельс воздержались от публичного осуждения его взглядов и разоблачили в печати действия прусских властей против Готшалька. После освобождения из тюрьмы в декабре 1848 г. Готшальк пытался расколоть Кёльнский рабочий союз и захватить руководство им в свои руки, но встретил решительный отпор со стороны большинства членов союза.
Поскольку поражение революции становилось всё более очевидным, он подумывал о продолжении научной карьеры и продолжал работать врачом в Кёльне. Когда летом 1849 года разразилась эпидемия холеры, унесшая жизни более 10 000 человек в городе, Готшальк всё так же лечил бедняков. Он заразился от больных и умер от холеры.
Участие в его похоронах 9 сентября 1849 года на Мелатенском кладбище приняли тысячи кёльнцев. Однако отпевание состоялось без пастора, поскольку тот остался дома в знак протеста против взглядов религиозного социалиста Готшалька. Надгробную речь произнёс Фридрих Лесснер. Его могила была восстановлена в 1998 году по просьбе Объединения немецких профсоюзов.